# Datnioides
Datnioides is een geslacht van straalvinnige vissen uit de familie van zeebladvissen (Datnioididae).